# Acmaeoderella mimonti
Acmaeoderella mimonti ist ein Käfer aus der Familie der Prachtkäfer und der Unterfamilie Polycestinae. Die Gattung Acmaeoderella ist in Europa mit fünf Untergattungen vertreten. Acmaeoderella mimonti wird zur Untergattung Carininota gerechnet, die in Europa durch neun Arten repräsentiert wird. In Europa ist die Art durch die Unterart Acmaeoderella mimonti mimonti vertreten. Die zweite Unterart Acmaeoderella mimonti decorata beschrieb Marseul 1865 als Acmaeodera decorata aus Armenien. Die Zwillingsart zu Acmaeoderella mimonti ist die weit häufigere Acmaeoderella flavofasciata, die auch bis nach Mitteleuropa vordringt.

## Bemerkungen zum Namen
Der Käfer wurde erstmals in der Sitzung der Französischen Gesellschaft für Entomologie vom 14. Dezember 1864 von Boieldieu unter dem Namen Acmaeodera mimonti vorgestellt, der Beitrag 1865 in den Annalen der Gesellschaft veröffentlicht. Boieldieu widmete den Käfer dem Entomologen de Mimont, der den Käfer auf Euböa gefunden und Boieldieu für dessen Sammlung überlassen hatte.
Die Gattung Acmaeoderella wurde erst 1955 durch Cobos von der Gattung Acmaeodera abgespalten, was bereits im Namen zum Ausdruck kommt. Der Name spielt auf den kräftigen Halsschild an. Die Untergattung Carininota wurde 1979 von Volkovitch aufgestellt. Das Wort Carinota ist von lat. „carīna“ für „Kiel“  und altgr. νότος, „nōtos“ für „Rücken“ abgeleitet und weist auf die kielartig erhöhte Basis des Halsschilds hin.
Auf Grund der disjunkten Verteilung und der Variabilität hat der Käfer mehrere Synonyme:
- Acmaeodera arenicola Csiki, 1905
- Acmaeodera boieldieui Obenberger, 1934
- Acmaeodera kodymi Obenberger, 1935
- Acmaeodera latisquamis Obenberger, 1914
- Acmaeodera pomposa Obenberger, 1934[9]

## Eigenschaften des Käfers
|                                                                                  |                  |
| Abb. 1: Aufsicht                                                                 |                  |
|                                                                                  |                  |
| Abb. 2: Vorderansicht                                                            |                  |
| Vergleich der Zwillingsarten A. mimonti und A. flavofasciata                     |                  |
|                                                                                  |                  |
| Abb. 3: Vorderwinkel Flügeldecke; grün: Seitenrand der Flügeldecke, blau: Winkel |                  |
|                                                                                  |                  |
| Abb. 4: Vorderwinkel Halsschild, Umriss grün                                     |                  |
|                                                                                  |                  |
| Abb. 5: Schuppenhaare auf der Flügeldecke                                        |                  |
| A. mimonti                                                                       | A. flavofasciata |

Der braunschwarze, leicht glänzende Käfer hat eine gestutzt länglich ovale Form von 6, 8 bis 10,2 Millimetern Länge. Einer Länge von acht Millimetern entspricht eine Breite von drei Millimetern.
Der Kopf ist bis zum Hinterrand der großen Augen in die Brust zurückgezogen. Er ist breiter als lang und stark punktiert mit einer glatten Längslinie und mit einer gelben schuppenartigen Behaarung. Die elfgliedrigen Fühler sind gesägt und an der Basis weiß behaart.
Die Basis des Halsschilds ist gekielt, der Kiel ist gegenüber dem dritten bis vierten Flügeldeckenintervall am höchsten. Der Halsschild ist in seitlicher Sicht höckrig aufgeschwollen. Die Vorderwinkel sind lappig abgerundet (Abb. 4 links), die Hinterwinkel sind etwa rechtwinklig. Der Halsschild hat einen deutlichen Längseindruck, der vorn an einem schwachen Quereindruck beginnt und an der Basis in einem Grübchen endet. Je ein weiteres Grübchen befindet sich an den Seiten der Basis. Der Hals ist ähnlich wie der Kopf dicht und kräftig punktiert und pubeszent mit schmalen und breiten Schuppenhaaren unterschiedlich dicht besetzt. An den Vorderecken liegt ein gelblicher Fleck aus Schuppenhaaren.
Ein Schildchen ist nicht sichtbar, vermutlich ist es bei dieser Gattung mit den Flügeldecken verwachsen.
Die Flügeldecken sind länglich, nahe der Basis verbreitern sie sich wenig, danach verlaufen sie leicht nach innen geschwungen annähernd parallel, zum Ende sind sie zugespitzt. Sie sind miteinander verwachsen. Die Basis ist quer niedergedrückt, ebenso sind die hinteren beiden Dritteln der Flügeldecken nach hinten niedergedrückt. Die Flügeldecken tragen grobe Punktstreifen, die Intervalle zwischen den Streifen sind breit und flach gerunzelt. Die Flügeldecken tragen vereinzelt weiße Schuppenhaare (Abb. 5 links). Jede Flügeldecke trägt zwei gelbe Querbinden. Die vordere Querbinde liegt hinter der Mitte, sie ist geschwungen und erstreckt sich, häufig nicht durchgehend, vom ersten bis zum neunten Intervall und erreicht weder die Flügeldeckennaht noch den Flügeldeckenrand. Die hintere Querbinde hat die Form eines eckig begrenzten Flecks, der zwischen dem zweiten und fünften Intervall und etwa in der Mitte zwischen dem ersten Querband und dem Flügeldeckenende liegt. Weitere gelbe Flecken sind möglich (Unterart decoarata).
Die Unterseite ist dicht mit Schuppenhaaren pubeszent behaart, in der Mitte weißlich, dem Rand zu gelblich.
Die Beine sind kurz, die Tarsen alle fünfgliedrig.
Zur Unterscheidung von Acmaeoderella mimonti von Acmaeoderella flavofasciata werden fünf Merkmale genannt:
- Acmaeoderella mimonti ist weniger schlank
- die Vorderecken der Flügeldecken treffen, von der Seite gesehen, in spitzem Winkel auf den Hinterrand des Halsschilds, nicht nahezu rechtwinklig (Abb. 3)
- der Vorderwinkel des Halsschilds ist lappenartig stumpf, nicht zugespitzt (Abb. 4)
- die Schuppen sind nicht lanzenförmig zugespitzt, sondern breit blattähnlich (Abb. 5)
- auf dem Halsschild gibt es keine braunen Borstenhaare.[10]

## Biologie
Die Funde aus Griechenland liegen zwischen Mitte Mai bis Ende August. Die Imagines sind polyphag und werden vorrangig auf Blüten der Gattungen der Schafgarben, des Pippau und der Hundskamillen angetroffen. Die Larven entwickeln sich in verschiedenen Eichen-, Tragant- und Prunusarten, außerdem sind Erbsenstrauch Caragana grandiflora und die Sauerkirsche  als Wirtspflanzen bekannt. In der Pannonischen Tiefebene lebt die Art von Acmaeodera flavofasciata getrennt in der sandigen Tiefebene in einer Höhe von 100 bis 150 Meter. Bei Versuchen mit Farbfallen wurde die Art fast ausschließlich in gelben Fallen gefunden, zu weniger als zwanzig Prozent auch in weißen Fallen.

## Verbreitung
Das Verbreitungsgebiet des Käfers liegt weitgehend innerhalb des Verbreitungsgebietes der Zwillingsart Acmaeoderella flavofasciata, es ist jedoch wesentlich beschränkter und besteht aus voneinander isolierten Teilgebieten. Der Käfer ist aus Ungarn, Bulgarien, Rumänien, Griechenland, Kleinasien, der Ukraine und Transkaukasien gemeldet. Funde aus Serbien sind zweifelhaft. Interessanterweise lebt die Art in manchen Gebieten sympatriotisch mit der Zwillingsart, in anderen Gebieten kommen die beiden Arten nur streng getrennt voneinander vor.